# بووین
بووین (هلندی: Bovingen)یک کمون و دهکده در بخش نورد در شمال فرانسه در مرز فرانسه و بلژیک بین لیل و تورنی است.در ۲۷ ژوئیه ۱۲۱۴، نبرد بووین در اینجا بین نیروهای فیلیپ آگوستوس، پادشاه فرانسه، که به طرز شگفت آوری پیروز شد، در برابر ائتلافی به رهبری امپراتور  مقدس روم اتوی چهارم و پادشاه انگلیس جان در گرفت.